# 昭和町 (長崎市)
昭和町（しょうわまち）は、長崎県長崎市の地名の一つである。
周辺の住所は住居表示により昭和1丁目・昭和2丁目・昭和3丁目となっているが、交差点の名称、あるいはバス停留所の名称として名前が残っている。

## 主な施設
- 十八親和銀行 昭和町支店
- 長崎銀行 昭和町出張所（ATMのみ）
- マルキョウ 昭和町店

## 交通
昭和町交差点周辺は長崎電気軌道の昭和町通電停やJR長崎本線の西浦上駅から離れているため、公共交通については鉄道よりバスのほうが盛んな地域である。なお、同電停は昭和通りの西端の中園町に位置しており、東端の昭和町交差点とは約1km離れている。
県道長与昭和町線沿い（長崎バイパス西浦上トンネル交差点付近）に昭和町バス停が設けられている。行先によって停車する場所が異なる。
主要路線の長崎市街地への入口となっており、長崎市北部や長与町方面への利用客も多い。

### 一般路線バス
長崎自動車（松ヶ枝営業所管轄）
- 住吉（純心校前）経由長崎新地ターミナル
- 長与ニュータウン・緑ヶ丘団地
- 女の都団地
- 恵の丘（長崎純心大学）
- 三川町・西山台団地

長崎自動車（大橋営業所管轄）
- 「ゆりちゃん」（百合野病院 - 住吉 - 昭和町 - 浦上天主堂前 - 江平中学校）
- 「元気くん」（住吉 - 昭和町 - 浦上天主堂前 - 医学部前 - 大学病院歯学部玄関前）

長崎県交通局
- サニータウン・女の都入口・女の都団地・西崎団地・長崎商高
- 本原一丁目（大橋）・長崎駅前・中央橋・網場・春日車庫など

### 高速バス
いずれも長崎市内（長崎駅前など）発着だが、空港リムジンバスを除き市内方面との相互乗降はできないほか、各地行きは乗車のみ取り扱っている。各地行きのりばで長崎空港行き、佐世保行き、福岡行きの回数券も手売りされている。
- 昼間便
  - 福岡行き「九州号」（九州急行バス）
  - 北九州行き「出島号」（長崎県交通局）
  - 大分行き「サンライト号」（長崎県交通局・長崎自動車・大分交通・大分バス）
  - 熊本行き「りんどう号」（長崎県交通局・九州産交バス）
  - 宮崎行き「ブルーロマン号」（長崎県交通局・宮崎交通）
  - 鹿児島行き「ランタン号」（長崎県交通局・南国交通）
  - 佐世保行き（長崎県交通局・西肥自動車）
  - 長崎空港行きリムジンバス（長崎県交通局）
    - 2012年11月1日より、従来の長崎大学裏門前経由便に加えて住吉・長崎大学前経由便も運行されている。昭和町における両者の停車場所は異なる。

### 主な道路
- 国道34号 長崎バイパス（有料の自動車専用道路）
- 長崎県道113号長与大橋町線
- 長崎県道235号昭和馬町線